# Distretto di Misurata
Il distretto di Misurata (in arabo شعبية مصراتة) è uno dei 22 distretti della Libia. Si trova nella regione storica della Tripolitania. Il suo capoluogo è Misurata.